# Telecom Italia Sparkle
Telecom Italia Sparkle S.p.A. (fondata come Telemedia International Italia S.p.A.) è un'azienda italiana di telecomunicazioni internazionali controllata da Telecom Italia S.p.A. di cui gestisce la rete di tipo Tier 1.
Attraverso Seabone (South East Access Backbone), la dorsale in fibra ottica basata su tecnologia DWDM, presente in Europa, in America, in Asia e nel resto del mondo, Telecom Italia Sparkle provvede a fornire il routing internazionale per la maggior parte del traffico telefonico e dati generato dall'utenza di Telecom Italia, oltre a rivendere servizi a terzi.
È il quinto operatore mondiale del settore ed il secondo in Europa.

## Storia
La società nasce nel 1987 con il nome di Telemedia International Italia, fondata da Italcable (gruppo STET) per operare nel mercato dei servizi di telecomunicazioni deregolamentati.
Nel 1993 diventa fornitore della Viatel di Martín Varsavsky.
Attiva in 41 stati con 100 uffici, fornisce servizi globali avanzati di telecomunicazioni comprensivi di trasmissione dati, voce, immagini, messaggistica, videocomunicazione e esternalizzazione a fornitori Internet, aziende ed organizzazioni, con un mercato interamente fuori dall'Italia.
Nel 1994 l'azionista Italcable (e la sua rete) confluisce in Telecom Italia.
Nel 1997 stringe un accordo con IBM, per cui entrambe le aziende si impegnano a commercializzare l'una i prodotti dell'altra.
Dal 1º gennaio 2003 assume la denominazione Telecom Italia Sparkle, ricevendo dalla holding Telecom Italia il compito di sviluppare il mercato dei servizi internazionali destinati agli operatori di rete fissa e mobile, fornitori di servizi Internet e multinazionali.
Dal 2017 l'azienda, insieme a Telsy, è sottoposta alla normativa Golden Power, in qualità di società titolare di attività di rilevanza strategica per la difesa e la sicurezza nazionale.
Il 2 ottobre 2024 il MEF e Retelit presentano un'offerta di acquisto della società a Telecom Italia per 700 milioni di euro, accordo poi firmato il 14 aprile 2025, con la chiusura dell'operazione prevista per fine anno.

## Rete
Ha una rete di 600.000 chilometri in fibra ottica con una capacità di trasmissione di 24 terabit (2 milioni di volte di più delle fibre urbane), estesa dal Mar Mediterraneo, all'Oceano Atlantico ed Indiano, ceduta a 500 clienti, tra cui Google e Facebook. Dai cavi Sparkle, ad esempio, passa l’80% del traffico Internet di Israele.
È l'unica compagnia occidentale ad aver aperto un Point of Presence in Iran.